# Eugen Relgis
Eugen Relgis, de son vrai nom Eugen Siegler Watchel, né 22 mars 1895 à Iași et mort le 24 mai 1987 à Montevideo, est un écrivain, philosophe, poète, militant et théoricien pacifiste libertaire roumain,.
Reconnu comme un théoricien de l'« action humanitariste », son internationalisme s'exprime lors de la Première Guerre mondiale où il se déclare objecteur de conscience.
Inspiré par le pacifisme libertaire et le socialisme, il est une des figures marquantes du courant pacifiste international dans l'entre-deux-guerres, aux côtés Romain Rolland, Stefan Zweig et Albert Einstein.
Persécuté par le régime fasciste roumain, puis par le stalinisme, il quitte clandestinement le pays, en 1947, pour Montevideo (Uruguay) où il continue son œuvre en castillan.
En 1955, il est proposé pour le prix Nobel de la paix, mais le prix n'est pas décerné cette année-là.

## Biographie

### Pacifiste

Logo de l'Internationale des résistant(e)s à la guerre : le fusil brisé

En 1925, il adhère à l'Internationale des résistant(e)s à la guerre et participe à de nombreuses conférences pour la paix à travers l'Europe.
De 1931 à 1939, il représente la Roumanie au Comité d’honneur de la Ligue internationale des combattants de la paix fondée à Paris par Victor Méric.
Il contribue à l'Encyclopédie anarchiste, initiée par Sébastien Faure, publiée en quatre volumes, entre 1925 et 1934 dont il rédige l'article Humanitarisme.

## Publications
Eugen Relgis est l’auteur de plus d’une centaine d’ouvrages.
- Publications sur worldcat.org.
- Publications sur catalogue.bnf.fr.
- Centre international de recherches sur l'anarchisme (Lausanne) : Eugen Relgis.
- Centre international de recherches sur l'anarchisme (Marseille) : Eugen Relgis.
- Catalogue général des éditions et collections anarchistes francophones : Relgis, Eugen (1895-1987).
- Bibliothèque Jean Van Lierde : Eugen Relgis.

### En français (sélection)

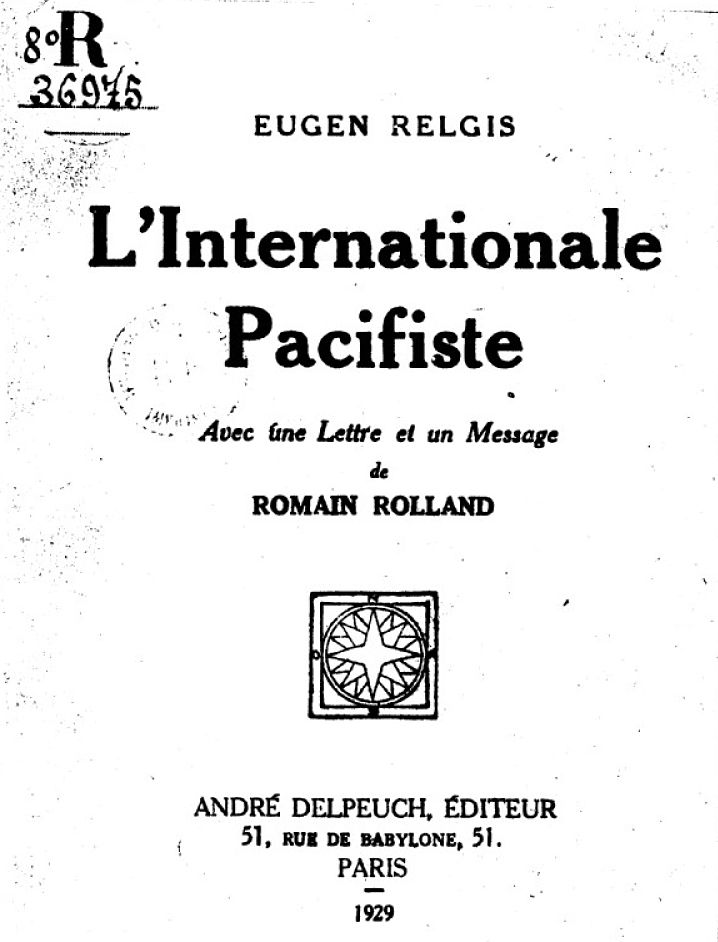
L'Internationale pacifiste, 1929.

- L'Internationale pacifiste, avec une lettre et un message de Romain Rolland, Paris, A. Delpeuch, 1929, (BNF 31194289), [lire en ligne][8]

- Humanitarisme et individualisme, avec E. Armand, Paris, Orléans, Édition de L’En-dehors, 1932, (OCLC 490693011).

- Humanitarisme et eugénisme, La Brochure mensuelle, n°130, octobre 1933, (OCLC 876820089).

- Les voies de la paix : enquête, avant-propos de Romain Rolland, préface de Gérard de Lacaze-Duthiers, Paris, F. Piton, 1936, (OCLC 457692047).

- Miron-le-Sourd (Voix en sourdine) : roman, avant propos de Stefan Zweig, Paris, G. Mignolet, 1939, (OCLC 86154261).

- Éros dans le IIIe Reich, L'Unique, 4 parties, octobre 1946 - février 1947, [lire en ligne].

- Libertaires et pacifistes de Roumanie (1951), Petite bibliothèque des tireurs d’oubli, 2018.

- Qu'est-ce que l'Humanitarisme, Éditions de L'Homme Libre, 1966.

### Traductions
- Hem Day, Eugen Relgis, Vladimiro Muñoz, Dos hermanos de buena voluntad, Eliseo Reclus y Han Ryner, Ediciones Solidaridad, Montevideo, Uruguay, 195-?, (OCLC 40101090).